# Bošava
La Bošava ou Bošavica (en macédonien : Бошава ou macédonien : Бошавица) est une rivière de la Macédoine du Nord, dans la région du Vardar, et un affluent droit du fleuve le Vardar.

## Géographie
Elle naît dans le massif du Kožuf, au sud du pays et à proximité de la Grèce, puis traverse le sud de la commune de Kavadarci avant de se jeter dans le Vardar à Demir Kapija.
Sa source se trouve à 1 070 mètres d'altitude, et sa confluence avec le Vardar à 95 mètres. La Bošava fait 51,5 kilomètres de long.

### Toponymes
Par ailleurs, la rivière a donné son nom à une petite région ethnographique ainsi qu'à deux villages situés sur son cours, Gorna Bošava et Dolna Bošava.

### Bassin versant
Son bassin versant fait 467,7 km2.

## Affluents
La Bošava possède plusieurs petits affluents :
- la Došnica (rd[note 1]), 38,5 km pour un bassin versant de 193,4 km2
- la Bulska, 23 km

## Aménagements et écologie
La vallée de la Bošava autour du village de Konopichté, dans son cours supérieur, est appelée la « vallée de la fertilité », en raison des propriétés miraculeuses autrefois données aux Cucki, des cheminées de fée qui la surplombent.

## Galerie

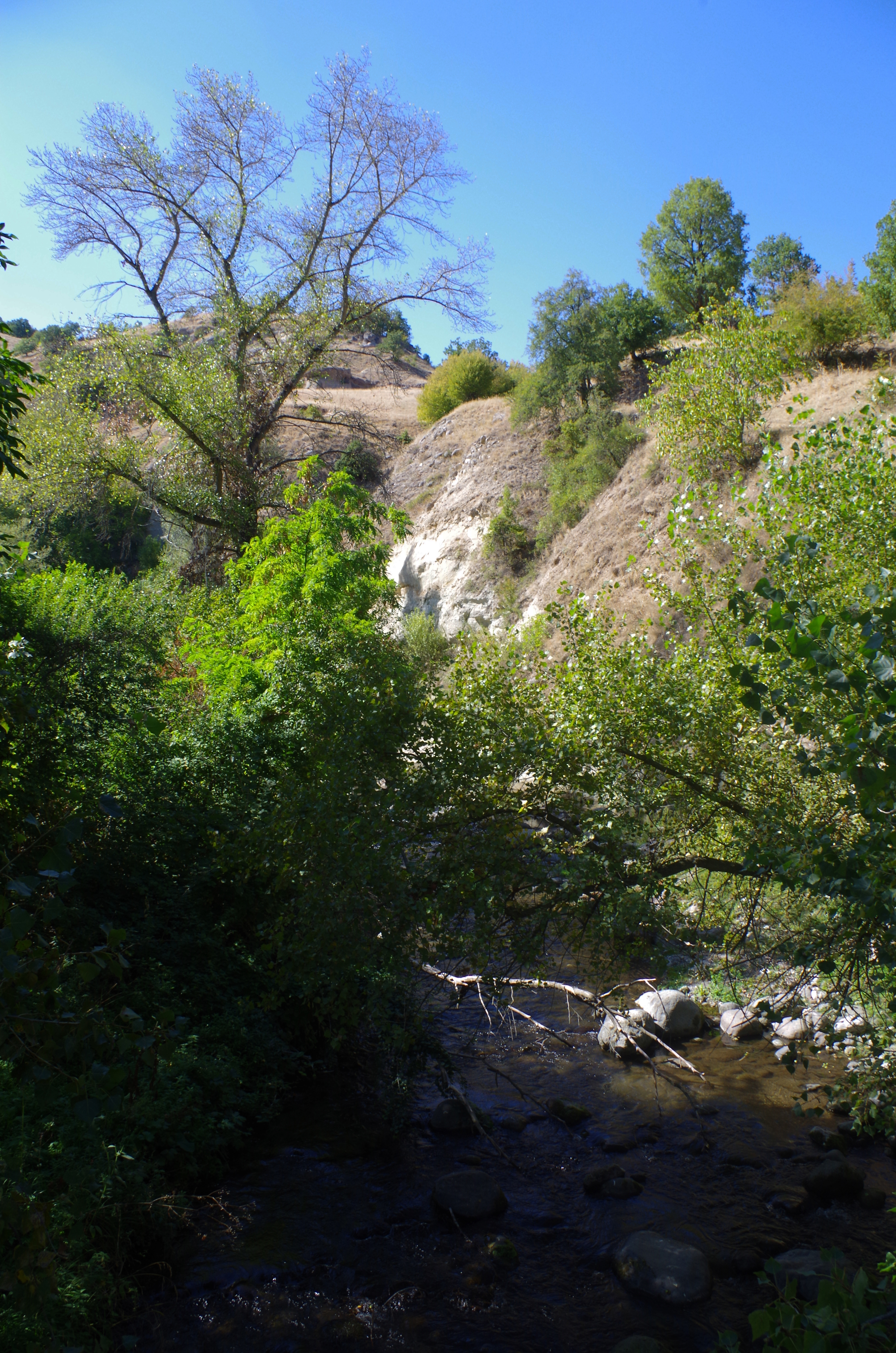
Bošava près du village de Dolna Bošava
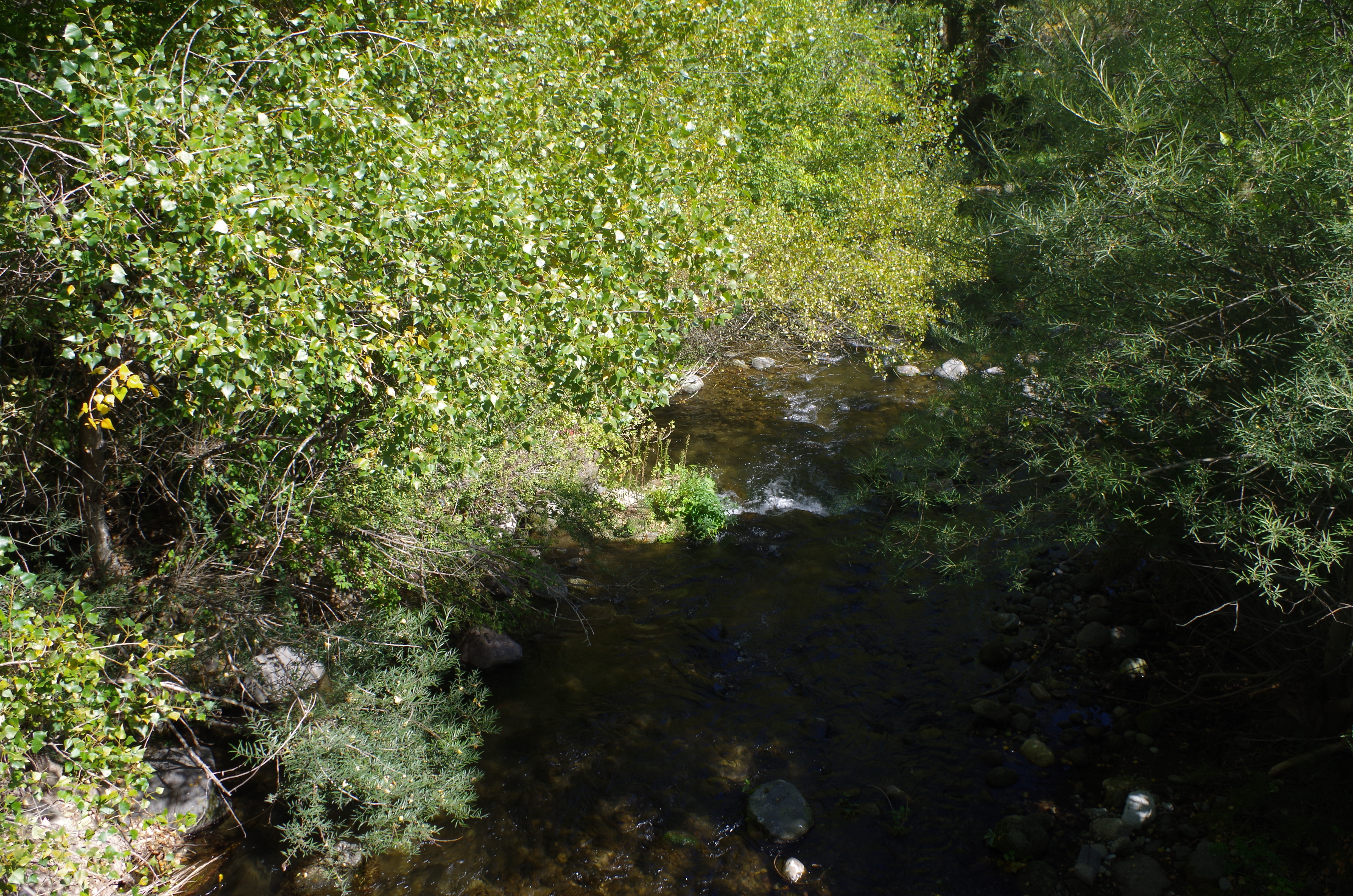
Bošava près du village de Dolna Bošava